# Санино (Петушинский район)
Санино — деревня в Петушинском районе Владимирской области России. Входит в состав Нагорного сельского поселения.

## География
Деревня расположена на реке Киржач.

## История
В ревизских сказках 1-10 ревизий 1719-1858 годов называлось сельцом. 
По данным за 1795-1816 годы в деревне имелся господский дом подполковника, князя Александра Яковлевича Хилкова (1755—1819 гг.), дворовых крестьян 3 души, позже 1 душа. 
В 1834 году находился господский дом генерал-лейтенанта, князя Степана Александровича Хилкова (1786—1854 гг.), включавший 2 избы, 2 дворовых крестьян. В том же 1834 году в сельце отмечен господский дом генерал-лейтенантши княгини Елизаветы Семёновны Хилковой, насчитывавший 40 дворовых крестьян (владела ими по договорённости с мужем), и дом княжны Веры Александровны Хилковой (дочь А. Я. Хилкова), дворни 1 человек (был отпущен на волю в 1833 году). 
В 1858 году в сельце зафиксирован господский дом коллежского советника князя Ивана Александровича Хилкова (дворовых крестьян 2, было 9, отданы в рекруты).
Деревня относилась к Аргуновскому приходу
В конце XIX — начале XX века деревня входила в состав Аргуновской волости Покровского уезда, с 1926 года в составе Овчининской волости Александровского уезда.
С 1929 года деревня являлась центром Санинского сельсовета Киржачского района, с 1940 года в составе Лачужского сельсовета, с 1945 года в составе Покровского района, с 1960 года в составе Петушинского района, с 1966 года являлась центром Санинского сельсовета, с 2005 года в составе Нагорного сельского поселения.

### Владельцы деревни Санино
До 1646 года. Дмитрий Баимович Воейков, дворянин.
1646 год. Лука Петрович Воейков.
1677 год. Василиса Воейкова, вдова Ивана Воейкова.
1705 год. Никита Моисеевич Зотов, первый учитель Петра I, думный дворянин, печатник, начальник походной канцелярии Петра I. Когда приобрёл, неизвестно, но в 1694 году подарил минеи в Никольскую церковь села Аргунова.
1719 год. Село принадлежит двум помещикам: бригадиру Василию Никитович Зотову (74 души) и боярыне Анне Еремеевне Бутурлиной (25 душ, то есть 1/4 часть, или по указу Петра I так называемый вдовий четвёртый жеребей), А. Е. Бутурлина третьим браком была замужем за боярином П. И. Бутурлиным.
1739 год. Никита Васильевич Зотов, сын Василия Никитича Зотова.
1747 год. Елизавета Никитична Зотова, Екатерина Никитична Зотова, дочери Н. В. Зотова и Иван Никитич Зотов, солдат лейб-гвардии Преображенского полка.
1762, 1770, 1775 гг. Елизавета Никитична Хилкова, вдова поручика Якова Васильевича Хилкова, урождённая Зотова, дочь Н. В. Зотова, княгиня.
1775 год. Александр Яковлевич Хилков, подполковник, князь, ордена святого Иоанна Иерусалимского командор. Получено по наследству от покойной матери Е. Н. Хилковой.
1795 год. Александр Александрович Хилков, князь.
1811 год. Александр Яковлевич Хилков, отставной подполковник, князь.
1830 год. Степан Александрович Хилков, генерал-лейтенант. По наследству и по разделу после умершего отца А. Я. Хилкова.
1830 год. Вера Александровна Хилкова, княжна. По договорной записи Степан отдал сестре 75 душ. По полюбовному договору 1837 года прежняя запись уничтожена.
1838 год. Генерал-лейтенант, князь Степан Александрович Хилков.
1854 год. Иван Александрович Хилков, коллежский советник, князь. Получено по завещанию от родного брата С. А. Хилкова.

## Промыслы

### Производство лотков и совков
Производством лотков и совков в Покровском уезде занимались только в деревне Санино. Промысел этот существовал в Санине с незапамятных времён. Весьма вероятно, что перенят он был из-под Нижнего Новгорода, где крестьяне издавна занимались этого рода промыслом, а также изготовлением всевозможных изделий из дерева, и куда аргуновцы-плотники ходили плотничать. В конце XIX века этим в Санине занимались 31 семья, в 1908 году — только 18 семей. До освобождения от крепостного права санинцы пользовались обширными лесами помещика, могли рубить их сколько хотели. Кроме дарового материала, процветанию промысла способствовало отсутствие железной дороги от Нижнего Новгорода. К началу XX века леса сократились, материал приходилось покупать, исчез местный рынок сбыта, а лотки и совки упали в цене.
Производством совков занимались только мужчины. Втроём работа разделялась так: один обтесывал берёзовые чурбаны снаружи, другой выдалбливал внутри, третий производил окончательную обработку. Рабочий день начинался зимой с 5 часов утра и продолжался до 8 часов вечера с трёхчасовым перерывом. Производством занимались непосредственно в жилых избах. Чистый доход от промысла составлял до 23 рублей в месяц на человека.

### Производство мебели
Производство мебели в деревне Санино появилось на рубеже XIX и XX века. К 1908 году промысел постоянно рос с улучшением спроса в Орехово-Зуеве. Многие столяры и плотники, ранее занимавшиеся отхожим промыслом стали оставаться дома занимаясь производством мебели. В 1908 году в Санине мебель производили 11 семей круглый год и 7 семей только зимой. Делали дешёвую мебель среднего качества: стулья, столы, шкафы, кресла, гардеробы, диваны, комоды, кровати, сундуки, табуреты. Летом, во время полевых работ, с Петрова дня и до Успения, производством мебели не занимаются. Рабочий день был 12-тичасовым. Древесина покупалась на корню в рощах, а ореховые фанерки выписывались из Москвы. Продажа готовых изделий происходила почти исключительно местным скупщикам или изделия поставлялись непосредственно в лавки Павловского Посада, Орехово-Зуева или Богородска. Обычный дневной заработок мебельщика составлял 80 копеек.

### Производство тачек для землекопов
В 1908 году в Покровском уезде этим промыслом занимались только в деревне Санино и только две семьи. Этот промысел в Санине появился в только в самом конце XIX века.

## Население
По данным на 1857 год, в деревне 50 дворов, жителей мужского пола 245 душ, женского 290 душ.
В 1859 году — 79 дворов.
В 1905 году — 121 дворов.
В 1926 году — 164 дворов.
| 1859 | 1897 | 1905 | 1926 | 2002 | 2010 | 2021 |
| ---- | ---- | ---- | ---- | ---- | ---- | ---- |
| 484  | ↗568 | ↗759 | ↗839 | ↘186 | ↘155 | ↘102 |

## Русская православная церковь
Действует церковь Черниговской иконы Божией Матери 1890 года постройки, памятник архитектуры федерального значения.

## Легенды
В конце XX века в деревне бытовала легенда, согласно которой их помещик отпустил крестьян на волю вместе с землёй даром. Эта легенда является отголоском истории деревни Кашино, расположенной в 3 км от деревни Санино. В середине XIX века Ф. В. Мошков, владелец деревни Кашино, отпустил крестьян (136 душ) вместе с землёй, не взяв с них денег, но по договору крестьяне должны были выплатить его долг Московскому опекунскому совету в размере 9520 рублей серебром, взять на себя уплату сборов с помещичьих имений и внести в Московский опекунский совет 5000 рублей серебром на непредвиденные несчастные случаи.
Министром внутренних дел Львом Перовским об этом необычном деле был подан доклад императору Николаю I. На подлинном докладе рукою его императорского величества написано: «Быть по сему». Санкт-Петербург, 1 октября, 1848 года.